# Страмнічка
Страмнічка (пол. Stramniczka, нім. Neu Tramm) — село в Польщі, у гміні Диґово Колобжезького повіту Західнопоморського воєводства.
Населення — 73 особи (2011).

## Демографія
Демографічна структура станом на 31 березня 2011 року:
|          | Загалом | Допрацездатний вік | Працездатний вік | Постпрацездатний вік |
| -------- | ------- | ------------------ | ---------------- | -------------------- |
| Чоловіки | 37      | 8                  | 26               | 3                    |
| Жінки    | 36      | 9                  | 20               | 7                    |
| Разом    | 73      | 17                 | 46               | 10                   |